# Myrmecephala
Myrmecephala är ett släkte av insekter. Myrmecephala ingår i familjen spetsbladloppor.
Kladogram enligt Catalogue of Life:
| Myrmecephala | \| \| Myrmecephala limbata \| \| \| \| \| \| Myrmecephala prima \| \| \| \| |
|              | \| \| Myrmecephala limbata \| \| \| \| \| \| Myrmecephala prima \| \| \| \| |
|              | Myrmecephala limbata                                                        |
|              |                                                                             |
|              | Myrmecephala prima                                                          |
|              |                                                                             |